# Cincinnati Masters
Das Masters-Turnier von Cincinnati (offiziell Cincinnati Open) ist alljährlich das siebte von neun Tennisturnieren der ATP Tour Masters 1000 und wird jeweils im August in Mason, Ohio bei Cincinnati auf Hartplatz ausgetragen. Es ist Teil der US Open Series, einer Serie von Hartplatzturnieren in Nordamerika, die zur Vorbereitung auf die US Open dient.

## Geschichte
Das Turnier gehört zu den am längsten bestehenden der Tenniswelt: erstmals ausgetragen wurde es 1899 im Avondale Athletic Club auf dem Gelände, wo sich heute die Xavier University befindet. 1903 wurde das Turnier im Cincinnati Tennis Club veranstaltet, wo es unter verschiedenen Namen bis 1972 hauptsächlich ausgetragen wurde. In den 1970er-Jahren wechselten die Standorte, 1974 wurde das Turnier sogar in der Halle ausgetragen, zwischen 1975 und 1978 auf Coney Island im Ohio River. Im Jahr 1979 wechselte der Standort das letzte Mal ins Lindner Family Tennis Center in Mason, Ohio, einem Vorort von Cincinnati, wo es bis heute ausgetragen wird. Bei diesem Umzug wechselte auch der Belag: bis 1979 wurde das Turnier vor allem auf Sand ausgetragen, seither ist die Veranstaltung ein Hartplatzturnier. Wurde in den 1970er Jahren noch überlegt, das Turnier aus dem Veranstaltungskalender zu nehmen, so ist das Cincinnati Masters heute eines der größten Tennisturniere der Welt, nicht zuletzt gehört das Cincinnati Masters seit ihrer Einführung zum fixen Bestandteil der Masters Series. Von 1981 bis 1989 fand das Turnier im Rahmen der Grand Prix Super Series statt, der Vorgängerserie der Masters, innerhalb des Grand Prix Tennis Circuit.
Seit 1997 finden das Kanada Masters und das Cincinnati Masters in zwei aufeinander folgenden Wochen statt – wie auch die beiden im Frühling stattfindenden Mastersturniere in Indian Wells und Miami. Es gilt daher als besondere Leistung, beide Turniere im selben Jahr zu gewinnen. Gelungen ist dies bisher Patrick Rafter im Jahr 1998, Andy Roddick im Jahr 2003 und Rafael Nadal im Jahr 2013. Als einzigem Doppelteam gelang den Brüdern Bob und Mike Bryan diese Leistung im Jahr 2010; Jonas Björkman gewann 1999 den Doppelbewerb beider Turniere, allerdings mit unterschiedlichen Partnern. Andre Agassi errang 1995 zwar ebenfalls bei beiden Turnieren den Titel, jedoch fanden diese damals nicht direkt nacheinander statt, sondern dazwischen noch das Turnier von Los Angeles.

## Siegerliste derOpen Era
Rekordsieger des Turniers ist Roger Federer, er gewann das Turnier siebenmal. Im Doppel gewannen die Bryan-Brüder Bob und Mike sowie Daniel Nestor das Turnier jeweils fünfmal.

### Einzel
| Jahr | Sieger             | Finalisten          | Finalergebnis   |
| ---- | ------------------ | ------------------- | --------------- |
| 2025 | Carlos Alcaraz     | Jannik Sinner       | 5:0 Aufgabe     |
| 2024 | Jannik Sinner      | Frances Tiafoe      | 7:64, 6:2       |
| 2023 | Novak Đoković (3)  | Carlos Alcaraz      | 5:7, 7:67, 7:64 |
| 2022 | Borna Ćorić        | Stefanos Tsitsipas  | 7:60, 6:2       |
| 2021 | Alexander Zverev   | Andrei Rubljow      | 6:2, 6:3        |
| 2020 | Novak Đoković (2)  | Milos Raonic        | 1:6, 6:3, 6:4   |
| 2019 | Daniil Medwedew    | David Goffin        | 7:63, 6:4       |
| 2018 | Novak Đoković (1)  | Roger Federer       | 6:4, 6:4        |
| 2017 | Grigor Dimitrow    | Nick Kyrgios        | 6:3, 7:5        |
| 2016 | Marin Čilić        | Andy Murray         | 6:4, 7:5        |
| 2015 | Roger Federer (7)  | Novak Đoković       | 7:61, 6:3       |
| 2014 | Roger Federer (6)  | David Ferrer        | 6:3, 1:6, 6:2   |
| 2013 | Rafael Nadal       | John Isner          | 7:68, 7:63      |
| 2012 | Roger Federer (5)  | Novak Đoković       | 6:0, 7:67       |
| 2011 | Andy Murray (2)    | Novak Đoković       | 6:4, 3:0 aufgg. |
| 2010 | Roger Federer (4)  | Mardy Fish          | 6:75, 7:61, 6:4 |
| 2009 | Roger Federer (3)  | Novak Đoković       | 6:1, 7:5        |
| 2008 | Andy Murray (1)    | Novak Đoković       | 7:64, 7:65      |
| 2007 | Roger Federer (2)  | James Blake         | 6:1, 6:4        |
| 2006 | Andy Roddick (2)   | Juan Carlos Ferrero | 6:3, 6:4        |
| 2005 | Roger Federer (1)  | Andy Roddick        | 6:3, 7:5        |
| 2004 | Andre Agassi (3)   | Lleyton Hewitt      | 6:3, 3:6, 6:2   |
| 2003 | Andy Roddick (1)   | Mardy Fish          | 4:6, 7:63, 7:64 |
| 2002 | Carlos Moyá        | Lleyton Hewitt      | 7:5, 7:65       |
| 2001 | Gustavo Kuerten    | Patrick Rafter      | 6:1, 6:3        |
| 2000 | Thomas Enqvist     | Tim Henman          | 7:65, 6:4       |
| 1999 | Pete Sampras (3)   | Patrick Rafter      | 7:67, 6:3       |
| 1998 | Patrick Rafter     | Pete Sampras        | 1:6, 7:62, 6:4  |
| 1997 | Pete Sampras (2)   | Thomas Muster       | 6:3, 6:4        |
| 1996 | Andre Agassi (2)   | Michael Chang       | 7:64, 6:4       |
| 1995 | Andre Agassi (1)   | Michael Chang       | 7:5, 6:2        |
| 1994 | Michael Chang (2)  | Stefan Edberg       | 6:2, 7:5        |
| 1993 | Michael Chang (1)  | Stefan Edberg       | 7:5, 0:6, 6:4   |
| 1992 | Pete Sampras (1)   | Ivan Lendl          | 6:3, 3:6, 6:3   |
| 1991 | Guy Forget         | Pete Sampras        | 2:6, 7:64, 6:4  |
| 1990 | Stefan Edberg (2)  | Brad Gilbert        | 6:1, 6:1        |
| 1989 | Brad Gilbert       | Stefan Edberg       | 6:4, 2:6, 7:65  |
| 1988 | Mats Wilander (4)  | Stefan Edberg       | 6:3, 7:65, 7:65 |
| 1987 | Stefan Edberg (1)  | Boris Becker        | 6:4, 6:1        |
| 1986 | Mats Wilander (3)  | Jimmy Connors       | 6:4, 6:1        |
| 1985 | Boris Becker       | Mats Wilander       | 6:4, 6:2        |
| 1984 | Mats Wilander (2)  | Anders Järryd       | 7:64, 6:3       |
| 1983 | Mats Wilander (1)  | John McEnroe        | 6:4, 6:4        |
| 1982 | Ivan Lendl         | Steve Denton        | 6:2, 7:6        |
| 1981 | John McEnroe       | Chris Lewis         | 6:3, 6:4        |
| 1980 | Harold Solomon (2) | Francisco González  | 7:6, 6:3        |
| 1979 | Peter Fleming      | Roscoe Tanner       | 6:4, 6:2        |
| 1978 | Eddie Dibbs        | Raúl Ramírez        | 5:7, 6:3, 6:2   |
| 1977 | Harold Solomon (1) | Mark Cox            | 6:2, 6:3        |
| 1976 | Roscoe Tanner      | Eddie Dibbs         | 7:6, 6:3        |
| 1975 | Tom Gorman         | Sherwood Stewart    | 7:5, 2:6, 6:4   |
| 1974 | Marty Riessen      | Robert Lutz         | 7:6, 7:6        |
| 1973 | Ilie Năstase       | Manuel Orantes      | 5:7, 6:3, 6:4   |
| 1972 | Jimmy Connors      | Guillermo Vilas     | 6:3, 6:3        |
| 1971 | Stan Smith         | Juan Gisbert        | 7:6, 6:3        |
| 1970 | Ken Rosewall       | Cliff Richey        | 7:9, 9:7, 8:6   |
| 1969 | Cliff Richey       | Allan Stone         | 6:1, 6:2        |
| 1968 | William Harris     | Tom Gorman          | 3:6, 6:2, 6:2   |

### Doppel
| Jahr | Sieger                                   | Finalisten                        | Finalergebnis      |
| ---- | ---------------------------------------- | --------------------------------- | ------------------ |
| 2025 | Nikola Mektić Rajeev Ram (2)             | Lorenzo Musetti Lorenzo Sonego    | 4:6, 6:3, [10:5]   |
| 2024 | Marcelo Arévalo Mate Pavić               | Mackenzie McDonald Alex Michelsen | 6:2, 6:4           |
| 2023 | Máximo González Andrés Molteni           | Jamie Murray Michael Venus        | 3:6, 6:1, [11:9]   |
| 2022 | Rajeev Ram (1) Joe Salisbury             | Tim Pütz Michael Venus            | 7:64, 7:65         |
| 2021 | Marcel Granollers Horacio Zeballos       | Steve Johnson Austin Krajicek     | 7:65, 7:65         |
| 2020 | Pablo Carreño Busta Alex de Minaur       | Jamie Murray Neal Skupski         | 6:2, 7:5           |
| 2019 | Ivan Dodig (2) Filip Polášek             | Juan Sebastián Cabal Robert Farah | 4:6, 6:4, [10:6]   |
| 2018 | Jamie Murray Bruno Soares                | Juan Sebastián Cabal Robert Farah | 4:6, 6:3, [10:6]   |
| 2017 | Pierre-Hugues Herbert Nicolas Mahut      | Jamie Murray Bruno Soares         | 7:66, 6:4          |
| 2016 | Ivan Dodig (1) Marcelo Melo              | Jean-Julien Rojer Horia Tecău     | 7:65, 6:75, [10:6] |
| 2015 | Daniel Nestor (5) Édouard Roger-Vasselin | Marcin Matkowski Nenad Zimonjić   | 6:2, 6:2           |
| 2014 | Bob Bryan (5) Mike Bryan (5)             | Vasek Pospisil Jack Sock          | 6:3, 6:2           |
| 2013 | Bob Bryan (4) Mike Bryan (4)             | Marcel Granollers Marc López      | 6:4, 4:6, [10:4]   |
| 2012 | Robert Lindstedt Horia Tecău             | Rohan Bopanna Mahesh Bhupathi     | 6:4, 6:4           |
| 2011 | Mahesh Bhupathi (2) Leander Paes (2)     | Michaël Llodra Nenad Zimonjić     | 7:64, 7:62         |
| 2010 | Bob Bryan (3) Mike Bryan (3)             | Mahesh Bhupathi Maks Mirny        | 6:3, 6:4           |
| 2009 | Daniel Nestor (4) Nenad Zimonjić         | Bob Bryan Mike Bryan              | 3:6, 7:64, [15:13] |
| 2008 | Bob Bryan (2) Mike Bryan (2)             | Jonathan Erlich Andy Ram          | 4:6, 7:62, [10:7]  |
| 2007 | Jonathan Erlich Andy Ram                 | Bob Bryan Mike Bryan              | 4:6, 6:3, [13:11]  |
| 2006 | Jonas Björkman (3) Maks Mirny (2)        | Bob Bryan Mike Bryan              | 3:6, 6:3, [10:7]   |
| 2005 | Jonas Björkman (2) Maks Mirny (1)        | Wayne Black Kevin Ullyett         | 7:63, 6:2          |
| 2004 | Mark Knowles (3) Daniel Nestor (3)       | Jonas Björkman Todd Woodbridge    | 6:2, 3:6, 6:3      |
| 2003 | Bob Bryan (1) Mike Bryan (1)             | Wayne Arthurs Paul Hanley         | 7:65, 6:4          |
| 2002 | James Blake Todd Martin                  | Mahesh Bhupathi Maks Mirny        | 7:5, 6:3           |
| 2001 | Mahesh Bhupathi (1) Leander Paes (1)     | Martin Damm David Prinosil        | 7:63, 6:3          |
| 2000 | Todd Woodbridge (4) Mark Woodforde (4)   | Ellis Ferreira Rick Leach         | 7:63, 6:4          |
| 1999 | Byron Black Jonas Björkman (1)           | Todd Woodbridge Mark Woodforde    | 6:3, 7:66          |
| 1998 | Mark Knowles (2) Daniel Nestor (2)       | Olivier Delaître Fabrice Santoro  | 6:1, 2:1 aufgg.    |
| 1997 | Todd Woodbridge (3) Mark Woodforde (3)   | Mark Philippoussis Patrick Rafter | 6:4, 6:2           |
| 1996 | Mark Knowles (1) Daniel Nestor (1)       | Sandon Stolle Cyril Suk           | 3:6, 6:3, 6:4      |
| 1995 | Todd Woodbridge (2) Mark Woodforde (2)   | Mark Knowles Daniel Nestor        | 6:4, 6:4           |
| 1994 | Alex O’Brien Sandon Stolle               | Wayne Ferreira Mark Kratzmann     | 7:6, 3:6, 6:3      |
| 1993 | Andre Agassi Petr Korda                  | Stefan Edberg Henrik Holm         | 6:4, 7:6           |
| 1992 | Todd Woodbridge (1) Mark Woodforde (1)   | John McEnroe Jonathan Stark       | 7:6, 6:4           |
| 1991 | Ken Flach (2) Robert Seguso (2)          | Grant Connell Glenn Michibata     | 6:3, 6:4           |
| 1990 | Darren Cahill Mark Kratzmann (2)         | Neil Broad Gary Muller            | 7:6, 6:4           |
| 1989 | Ken Flach (1) Robert Seguso (1)          | Pieter Aldrich Danie Visser       | 6:4, 6:4           |
| 1988 | Rick Leach Jim Pugh                      | Jim Grabb Patrick McEnroe         | 6:2, 6:4           |
| 1987 | Peter Fleming (2) John McEnroe (3)       | Steve Denton Mark Edmondson       | 7:5, 6:3           |
| 1986 | Mark Kratzmann (1) Kim Warwick           | Christo Steyn Danie Visser        | 6:3, 6:4           |
| 1985 | Stefan Edberg Anders Järryd              | Joakim Nyström Mats Wilander      | 4:6, 6:2, 6:3      |
| 1984 | Francisco González Matt Mitchell         | Sandy Mayer Balázs Taróczy        | 4:6, 6:3, 7:6      |
| 1983 | Victor Amaya Tim Gullikson               | Carlos Kirmayr Cássio Motta       | 6:4, 6:3           |
| 1982 | Peter Fleming (1) John McEnroe (2)       | Steve Denton Mark Edmondson       | 6:2, 6:3           |
| 1981 | John McEnroe (1) Ferdi Taygan            | Bob Lutz Stan Smith               | 7:6, 6:3           |
| 1980 | Bruce Manson Brian Teacher               | Wojciech Fibak Ivan Lendl         | 6:7, 7:5, 6:4      |
| 1979 | Brian Gottfried Ilie Năstase (2)         | Bob Lutz Stan Smith               | 1:6, 6:3, 7:6      |
| 1978 | Gene Mayer Raúl Ramírez                  | Ismail El Shafei Brian Fairlie    | 6:3, 6:3           |
| 1977 | John Alexander (2) Phil Dent (3)         | Bob Hewitt Roscoe Tanner          | 6:3, 7:6           |
| 1976 | Stan Smith (3) Erik van Dillen (2)       | Eddie Dibbs Harold Solomon        | 6:1, 6:1           |
| 1975 | Phil Dent (2) Cliff Drysdale             | Marcelo Lara Joaquín Loyo Mayo    | 7:6, 6:4           |
| 1974 | Dick Dell Sherwood Stewart               | James Delaney John Whitlinger     | 4:6, 7:6, 6:2      |
| 1973 | John Alexander (1) Phil Dent (1)         | Brian Gottfried Raúl Ramírez      | 1:6, 7:6, 7:6      |
| 1972 | Bob Hewitt Frew McMillan                 | Paul Gerken Humphrey Hose         | 7:6, 6:4           |
| 1971 | Stan Smith (2) Erik van Dillen (1)       | Sandy Mayer Roscoe Tanner         | 6:4, 6:4           |
| 1970 | Ilie Năstase (1) Ion Țiriac              | Bob Hewitt Frew McMillan          | 6:3, 6:4           |
| 1969 | Bob Lutz (1) Stan Smith (1)              | Arthur Ashe Charlie Pasarell      | 6:3, 6:4           |
| 1968 | Ron Goldman William Brown                | Joaquín Loyo Mayo Jaime Fillol    | 10:8, 6:3          |